# Germanicus Mantica
Germanicus Mantica (falecido em fevereiro de 1639) foi um prelado católico romano que serviu como bispo de Adria (1633–1639) e bispo titular de Famagusta (1620–1633).

## Biografia
No dia 17 de agosto de 1620, Germanicus Mantica foi nomeado durante o papado de Paulo V como Bispo Titular de Famagusta. A 28 de outubro de 1620, foi consagrado bispo por Giovanni Garzia Mellini, cardeal-sacerdote de Santi Quattro Coronati, com Attilio Amalteo, arcebispo titular de Atenas, e Paolo De Curtis, bispo emérito de Isernia, servindo como co-consagradores. A 21 de fevereiro de 1633, foi nomeado Bispo de Adria durante o papado de Urbano VIII. onde serviu até à sua morte em fevereiro de 1639.

## Sucessão episcopal
Enquanto bispo, foi o co-consagrador principal de:
- Elias Marini, bispo de Sardica (1624);
- Giulio Saraceni, Bispo de Pula (1627);
- Jan Baikowski, Bispo Titular de Aenus e Bispo Auxiliar de Poznań, (1627);
- Paul Aldringen, Bispo Auxiliar de Estrasburgo (1627);
- Mikołaj Gabriel Fredro, Bispo de Bacău (1627);
- Ruggero Tritonio, Bispo de Poreč (1633).